# زادورفالوا
زادورفالوا (به مجاری:  Zádorfalva) یک منطقهٔ مسکونی در مجارستان است که در بورشود-آبااوی-زمپلن واقع شده‌است.